# Radarsoft
Radarsoft is een Nederlands softwarehuis dat in de jaren 80 computerspellen uitbracht. De meeste spellen kwamen eerst uit voor de Commodore 64 en later voor de MSX. Het bedrijf heeft ook enkele spellen gemaakt voor de Amiga, Atari 8 bit-familie, Cd-i en de Personal computer.

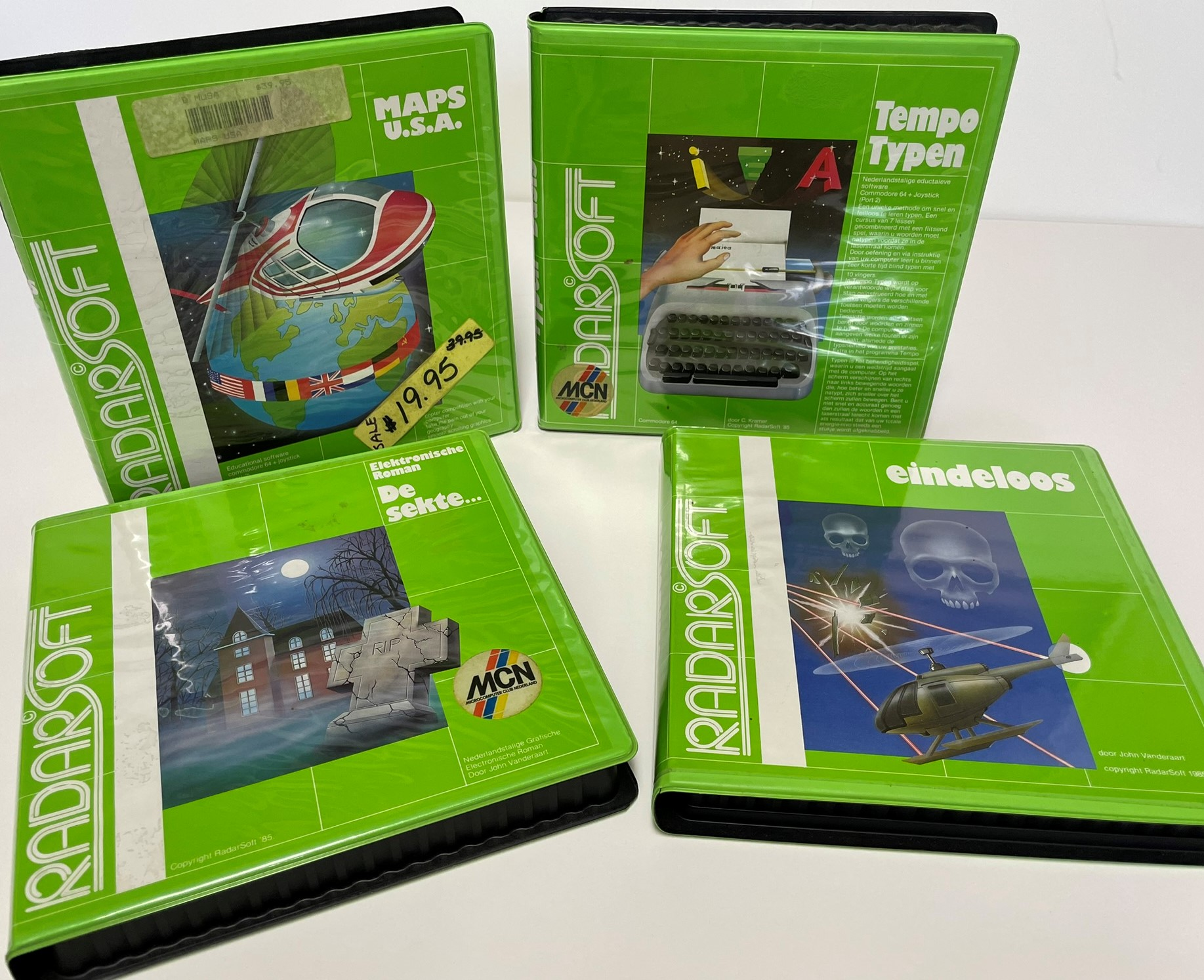
Enkele zogenaamde bigbox voorbeelden met een drietal titels. Zoals : "De Sekte", "Tempo typen", "Eindeloos" en "Maps U.S.A."

Het softwarehuis ontstond nadat John Vanderaart, Cees Kramer en Edwin Neuteboom, die gezamenlijk al enkele spellen maakten, de rechtenstudent Leonardo Jacobs ontmoetten. Later werkten de vier studenten uit Leiden met tekenaar Wijo Koek. Via Jacobs kreeg het softwarehuis contact met Maurice de Hond van de Microcomputer Club Nederland en kreeg het de opdracht een topografieprogramma te maken. Dit programma werd meegeleverd bij de aankoop van een Commodore 64 of ZX Spectrum bij V&D of Dixons. In eerste instantie werden de computerspellen uitgebracht in Nederland, later in 1986 werd het spel Eindeloos uitgebracht in Engeland en Frankrijk. Het topografieprogramma werd ook vertaald en uitgegeven in Finland. De spellen Topografie Nederland en Tempo Typen werden zelfs gebruikt in de televisiespelshow It's All in the Game.
Tegenwoordig ontwikkelt Radarsoft educatieve multimediasoftware voor scholen.

## Titels
Een selectie van computerspellen uitgebracht door Radarsoft:
| Naam                    | Jaar | Opmerkingen                                                              |
| ----------------------- | ---- | ------------------------------------------------------------------------ |
| 3D Tic Tac Toe          | 1984 |                                                                          |
| All Risks               | 1986 |                                                                          |
| Anonimus                | 1984 |                                                                          |
| The Big Deal            | 1986 |                                                                          |
| Breaker                 | 1987 |                                                                          |
| Co & Co                 | 1985 |                                                                          |
| Cursus typen            | 1984 |                                                                          |
| De Grotten van Oberon   | 1985 |                                                                          |
| De Sekte                | 1985 |                                                                          |
| Dodge'em                | 1984 |                                                                          |
| DRJ                     | 1985 |                                                                          |
| Dynamic Publisher       | 1987 |                                                                          |
| Eindeloos               | 1985 | Ook wel Endless en Infinitis                                             |
| Floyd the Droid         | 1986 |                                                                          |
| Gobang                  | 1984 |                                                                          |
| Herby                   | 1984 |                                                                          |
| Herby Thriller          | 1984 |                                                                          |
| Hopeloos                | 1986 | Ook wel Hopeless                                                         |
| Horror Hotel            | 1985 |                                                                          |
| In den Beginne          | 1984 |                                                                          |
| De kapriolen            | 1986 |                                                                          |
| Kruiswoord              | 1985 | Ook wel Crossword                                                        |
| Letterstress            | 1984 |                                                                          |
| Maailman                | 1985 |                                                                          |
| Memory                  | 19?? |                                                                          |
| Nachtwacht              | 1986 | Ook wel 'Meneer Chip Nibbel', spel maakt onderdeel uit van een wedstrijd |
| Nautilus                | 1985 |                                                                          |
| RadX-8                  | 1987 |                                                                          |
| Railroad                | 1984 |                                                                          |
| Rekenwonder             | 1984 |                                                                          |
| Seawar                  | 1984 |                                                                          |
| Snoopy                  | 1984 |                                                                          |
| Space Mates             | 1984 |                                                                          |
| Space Rendez Vous       | 1984 |                                                                          |
| Supermorf               | 1985 |                                                                          |
| De Steen Der Wijzen     | 1984 | Ook wel Magic Stone of Pierre Magique (Frans)                            |
| Tanks                   | 1984 |                                                                          |
| Tempo Typen             | 1984 | Ook wel Tempo Typing of Tempo Tippen                                     |
| Time Traveller          | 1984 |                                                                          |
| Topografie Europa       | 1984 | Ook wel Maps 64 - Europe                                                 |
| Topografie Nederland    | 1984 | Ook wel Maps 64 - USA                                                    |
| Topografie Wereld       | 1984 | Ook wel Maps 64 - World                                                  |
| Topographie Deutschland | 1986 | -                                                                        |
| Verkeersrally           | 1985 | Ook wel Traffix                                                          |
| Zenith                  | 1997 |                                                                          |
| ZOO                     | 1987 |                                                                          |
| Zone VII                | 1985 |                                                                          |
| Zone VII: Part II       | 1987 |                                                                          |
| Zone VII: Part III      | 1987 |                                                                          |